# Sân bay quốc tế Johan Adolf Pengel
Sân bay quốc tế Johan Adolf Pengel (IATA: PBM, ICAO: SMJP), cũng có tên alf Sân bay quốc tế Paramaribo-Zanderij, là một sân bay ở thị xã Zanderij, 40 km về phía nam Paramaribo. Đây là sân bay chính củaSuriname.

## Chuyến bay số PY 764 của Surinam Airways
Ngày 7 tháng 6 năm 1989, chiếc Douglas DC-8 của Surinam Airways từ Sân bay Amsterdam-Schiphol ở Hà Lan đã rơi khi hạ cánh xuống sân bay này, làm 176 người thiệt mạng (trong tổng số 187 người trên máy bay). Trong số những người chết có 15 cầu thủ bóng đá Hà Lan-Suriname.

## Các hãng hàng không và các tuyến bay
- Air France (Cayenne) [liên kết hỏng]
- Caribbean Airlines (Port of Spain)
- KLM (Amsterdam)
- Insel Air (Aruba, Bonaire, Curaçao, St Maarten)
- Martinair (Amsterdam, through Port of Spain on Tuesdays)
- Meta Linhas Aéreas (Belém, Boa Vista, Georgetown, Macapá)
- Surinam Airways (Amsterdam, Aruba, Belém, Curaçao, Miami via Aruba [bắt đầu ngày 25 tháng 8], Port of Spain)
- British West Indies Airways